# オレグ・アトコフ
オレグ・ユーリエヴィチ・アトコフ（Oleg Yur'yevich At'kov、ロシア語:Олег Юрьевич Атьков、1949年5月9日 - ）は、ロシア・ソビエト連邦社会主義共和国サマラ州Khvorostyanka出身の宇宙飛行士である。既婚で子供が1人いる。
彼は1973年にモスクワのIvan M. Sechenov First Medical Instituteを卒業し、1978年にAcademy of Medical Scienceで心臓学の博士号を取得した。1983年3月9日に宇宙飛行士に選ばれ、ソユーズT-10で医者として飛行し、236日22時間49分を宇宙で過ごした。
アトコフは1984年10月2日に引退し、institute of Clinical Cardiologyに就職した。1989年から1996年まで、フランスのストラスブールにあるInternational Space Universityで宇宙生物学を教えた。現在は欧州委員会で遠隔医療の専門家として働いている。